# Тутенщайн
„Тутенщайн“ (на английски: Tutenstein) е американски анимационен сериал, продуциран от PorchLight Entertainment за Discovery Kids. В половин-часовите серии участва малкото мумифицираното момче Тутанкансетамун, (базирано на истинския Тутанкамон и обикновено наричано „Тутенщайн“ само в заглавието) което е събудено около 3000 години след инцидентната си смърт и сега трябва да се справи с факта, че царството му го няма. Сериалът е по идея на Джей Стивънс. След излъчването на трите сезона, на 11 октомври 2008 г. е излъчен филмът „Тутенщайн: Сблъсъкът на фараоните“, който служи като официален край на сериала.

## Епизоди
Виж: Списък с епизоди на Тутенщайн

## В България
В България първоначално се излъчва по bTV като част от блока Jetix всеки делничен ден от 15:30, като са показани първите два сезона. Ролите се озвучават от Даниела Йорданова, Йорданка Илова, Иван Райков и Александър Воронов.
По-късно започва излъчване по Jetix. Дублажът е на студио Медия линк и единствено Иван Райков е заменен от Илиян Пенев.
Филмът „Тутенщайн: Сблъсъкът на фараоните“ е излъчен по TV2 през 2009 г., като също е дублиран на български, но от различен екип. Ролите се озвучават от Елена Бойчева, Златина Тасева, Иван Петков и Лъчезар Стефанов.

### Издание на DVD в България
Всички епизоди на сериала са издадени на DVD от А-Дизайн в шест комплекта по два диска. Дублажът е на студио Протон. Ролите се озвучават от Кирил Димитров, Илия Иванов и Светлана Смолева.